# Ovaticoccus mackenziei
Ovaticoccus mackenziei är en insektsart som beskrevs av Miller in Miller och Mckenzie 1967. Ovaticoccus mackenziei ingår i släktet Ovaticoccus och familjen filtsköldlöss. Inga underarter finns listade i Catalogue of Life.